# Sainte-Croix-sur-Mer
Sainte-Croix-sur-Mer és un municipi francès situat al departament de Calvados i a la regió de Normandia. L'any 2007 tenia 233 habitants.

## Demografia

### Població
El 2007 la població de fet de Sainte-Croix-sur-Mer era de 233 persones. Hi havia 67 famílies de les quals 4 eren unipersonals (4 homes vivint sols), 13 parelles sense fills, 42 parelles amb fills i 8 famílies monoparentals amb fills.
La població ha evolucionat segons el següent gràfic:
Habitants censats

### Habitatges
El 2007 hi havia 85 habitatges, 72 eren l'habitatge principal de la família, 7 eren segones residències i 5 estaven desocupats. Tots els 85 habitatges eren cases. Dels 72 habitatges principals, 66 estaven ocupats pels seus propietaris i 6 estaven llogats i ocupats pels llogaters; 2 tenien dues cambres, 7 en tenien tres, 12 en tenien quatre i 51 en tenien cinc o més. 50 habitatges disposaven pel capbaix d'una plaça de pàrquing. A 27 habitatges hi havia un automòbil i a 44 n'hi havia dos o més.

### Piràmide de població
La piràmide de població per edats i sexe el 2009 era:
| Homes | Edats   | Dones |
| ----- | ------- | ----- |
| 0     | 95 o +  | 0     |
| 0     | 90 a 94 | 0     |
| 0     | 85 a 89 | 0     |
| 0     | 80 a 84 | 4     |
| 0     | 75 a 79 | 8     |
| 4     | 70 a 74 | 0     |
| 8     | 65 a 69 | 0     |
| 4     | 60 a 64 | 4     |
| 4     | 55 a 59 | 4     |
| 8     | 50 a 54 | 0     |
| 8     | 45 a 49 | 4     |
| 4     | 40 a 44 | 12    |
| 4     | 35 a 39 | 12    |
| 12    | 30 a 34 | 12    |
| 0     | 25 a 29 | 0     |
| 4     | 20 a 24 | 4     |
| 16    | 15 a 19 | 0     |
| 8     | 10 a 14 | 8     |
| 8     | 5 a 9   | 16    |
| 8     | 0 a 4   | 12    |

## Economia
El 2007 la població en edat de treballar era de 147 persones, 114 eren actives i 33 eren inactives. De les 114 persones actives 107 estaven ocupades (56 homes i 51 dones) i 7 estaven aturades (4 homes i 3 dones). De les 33 persones inactives 8 estaven jubilades, 19 estaven estudiant i 6 estaven classificades com a «altres inactius».

### Ingressos
El 2009 a Sainte-Croix-sur-Mer hi havia 73 unitats fiscals que integraven 236,5 persones, la mediana anual d'ingressos fiscals per persona era de 19.041 €.

### Activitats econòmiques
Dels 8 establiments que hi havia el 2007, 1 era d'una empresa alimentària, 3 d'empreses de construcció, 1 d'una empresa de comerç i reparació d'automòbils, 1 d'una empresa d'informació i comunicació, 1 d'una empresa financera i 1 d'una empresa de serveis.
Dels 3 establiments de servei als particulars que hi havia el 2009, 1 era un paleta i 2 lampisteries.
L'any 2000 a Sainte-Croix-sur-Mer hi havia 6 explotacions agrícoles que ocupaven un total de 318 hectàrees.

## Poblacions més properes
El següent diagrama mostra les poblacions més properes.